# Provinciale weg 373
De provinciale weg 373 (N373) is een provinciale weg in de provincie Drenthe. De weg vormt een verbinding tussen Roden en de N371 ten westen van de Assense wijk Kloosterveen. Tussen Huis ter Heide en Assen verloopt de weg parallel aan de Norgervaart.
De weg is uitgevoerd als tweestrooks-gebiedsontsluitingsweg met buiten de bebouwde kom een maximumsnelheid van 80 km/h. In de gemeente Noordenveld heet de weg achtereenvolgens Brink, Norgerweg, Hoofdweg, Langeloerweg, Westeind, Brink en Asserstraat. In de gemeente Midden-Drenthe heet de weg Norgervaart, naar de gelijknamige vaart.
N34 · N46 · N351 · N353 · N354 · N355 · N356 · N357 · N358 · N359 · N360 · N361 · N362 · N363 · N364 · N365 · N366 · N367 · N368 · N369 · N370 · N371 · N372 · N373 · N374 · N375 · N376 · N377 · N378 · N379 · N380 · N381 · N382 · N383 · N384 · N385 · N386 · N387 · N388 · N390 · N391 · N392 · N393 · N398

N851 · N852 · N853 · N854 · N855 · N856 · N857 · N858 · N860 · N861 · N862 · N863 · N865 · N910 · N913 · N917 · N918 · N919 · N924 · N927 · N928 · N962 · N963 · N964 · N966 · N967 · N969 · N972 · N973 · N974 · N975 · N976 · N977 · N978 · N979 · N980 · N981 · N982 · N983 · N984 · N985 · N986 · N987 · N988 · N989 · N990 · N991 · N992 · N993 · N994 · N995 · N996 · N997 · N998 · N999

Cursief vermelde wegen zijn voormalige provinciale wegen.